# Disneyland Hotel (Parijs)
Het Disneyland Hotel van Disneyland Paris is een hotel in victoriaanse stijl bij de ingang van het Disneyland Park. Het prestigieuze hotel heeft 496 kamers en 18 suites en ligt tussen Main Street U.S.A. en de Fantasia Gardens. Het is bovendien het enige Disney Hotel dat aan de ingang van een Disney Park gelegen is.

## Thema
In lijn met het thema van Main Street U.S.A. biedt het hotel de charme van de victoriaanse architectuur uit het spoorwegtijdperk van de jaren 1880. Ze komt als enig hotel van het resort uit de kokers van de architecten van Walt Disney Imagineering. Er is voor de roze kleur gekozen wegens de weersomstandigheden in Marne-la-Vallée. Dit geeft een warme uitstraling. Deze techniek wordt ook in de parken toegepast. Voor het Disneyland Hotel werden diverse roze tinten vergeleken. Uiteindelijk is de keuze gevallen voor de huidige tint die volgens de imagineers zowel bij goed als slecht weer een betoverend uitzicht zou moeten hebben. 
In 2021 werd aangekondigd dat het hotel een geheel nieuw thema zou krijgen: royaal en Disney Prinsessen. Sinds 25 januari 2024 ontvangt het hotel opnieuw gasten. 

## Kamers
In het hotel zijn 469 kamers en 18 suites. De Superior kamers zijn 31 tot 37 m² groot en hebben een of twee tweepersoonsbedden. De familiekamers zijn 37 tot 41 m². De Castle Club kamers zijn 31 tot 43 m². De suites zijn van 60 m² tot 206 m²
Ondanks de ligging van het hotel hebben slechts 9 kamers een uitzicht op het park. Deze kamers maken deel uit van de Castle Club.

### Kamertypes
- Superior kamer: 346 kamers. Sommige van deze luxe kamers beschikken over een eigen terras van 6 m² of zijn ingericht als familiekamers.
- Deluxe Kamers: 82 kamers. Deze kamers zijn gelegen op de 1ste verdieping van de westelijke vleugel. Gasten van Deluxe kamers beschikken over een eigen lounge: de Deluxe lounge.
- Castle Club kamer: 32 kamers gelegen in de Castle Club.
- Castle Club kamer met zicht op het Disneyland Park: 9 Castle Club kamers met uitzicht over het park. Gelegen aan de westelijke zijde en 8 hiervan zijn evenredig verdeeld over de 3de en 4de verdieping. 7 van deze kamers kunnen los geboekt worden en 2 ervan is voorbehouden om samen met de naastgelegen Frozen Suite en Beauty & the Beast Suite geboekt te worden.

### Voormalige Suites
- Junior Suite: het enige type suite dat gelegen is in de zijvleugels van het hotel en niet op de Castle Club verdieping. Deze suites zijn geschikt voor 4 personen en zijn 58 m². Het hotel telt 8 van deze suites. 4 in elk bijgebouw. Elk zijn ze vernoemd naar een personage uit de Disneyfilm Sneeuwwitje en de zeven dwergen (1937): Doc (Prof), Stoetel (Simplet), Giechel (Joyeux), Grumpie (Grincheux), Niezel (Atchoum), Bloosje (Timide), Dommel (Dormeur) en Sneeuwwitje (Blanche-Neige).
- Tinker Bell Suite: deze suites bieden uitzicht over de Fantasia Gardens en beschikken over Tinkerbell decoraties. Ze zijn geschikt voor 4 personen en zijn 69 m². Het hotel telt 4 van deze suites en kunnen samen geboekt worden met de naastgelegen appartementskamer.
- Walt's Apartment: 2 suites met uitzicht op de Fantasia Gardens en 2 suites aan Parkzijde. Ze zijn geschikt voor 4 personen en zijn 84 m². Zij beschikken over een 2de toilet grenzend aan de woonkamer aangezien de badkamer aan de slaapkamer en niet aan de woonkamer grenst en zodoende voorkomen kan worden dat de slaapkamergasten gestoord zouden worden door een toiletbezoek van de woonkamergasten. Deze suites kunnen samen geboekt worden met de naastgelegen appartementskamer.
- Cinderella Suite: deze vicepresidentiële suite biedt uitzicht op het park, is geschikt voor 2 personen en is 112 m². De suite beschikt over een slaapkamer met kingsizebed, een badkamer met jacuzzi en woonkamer met Assepoesterdecoraties.
- Suite de la Belle au Bois Dormant of Sleeping Beauty Suite: deze presidentiële suite biedt een centraal uitzicht op het park, is geschikt voor 2 personen en is 187 m². De suite beschikt over een slaapkamer met kingsizebed, een woonkamer met piano en open haard, een keuken en een eetkamer met 10 zitplaatsen. Deze suite kan samen geboekt worden met de naastgelegen kamers (4) die met een rechtstreekse tussendeur van elkaar gescheiden zijn. De suite beschikt tevens over een 'zijdeur' die uitkomt in de gang van de Cinderella Suite en de appartementskamer daarvan. Dit betekent dat indien men beide suites zou boeken samen met alle naastgelegen kamers deze 2 suites en 5 kamers onderling bereikbaar zijn zonder ooit op de 'openbare' gang te komen.

### Huidige Suites☃☃
- Van de voormalige 8 Junior Suites zijn er nog 7 Suites over. De Suite op het gelijkvloers van de westelijke vleugel werd opgeofferd voor de Disneyland Hotel Spa. 1 nieuwe suite in de Oostelijke vleugel is in de plaats gekomen van 2 voormalige Superior kamers. Deze nieuwe Suite, gethematiseerd naar Rapunzel, is aangepast voor gasten met een beperking of specifieke behoeften. De overige suites in de zijvleugels werden geherthematiseerd naar Rapunzel, Frozen, Beauty & the Beast, Cinderella of Sleeping Beauty.
- De voormalige Tinker Bell Suites op de derde verdieping werden geherthematiseerd naar Beauty & the Beast en Frozen en deze op de vierde verdieping werden geherthematiseerd naar Sleeping Beauty en Cinderella.
- De voormalige Walt's Apartment Suites werden geherthematiseerd naar Cinderella, Beauty & the beast, Frozen en Sleeping Beauty. De Cinderella en Sleeping Beauty Suite bieden uitzicht op het park en de Beauty & the Beast en Frozen Suite bieden uitzicht op de Fantasia Gardens.
- De vicepresidentiële suite heet nu de Princely Suite en is gethematiseerd naar de live-action film Beauty & the Beast. De suite biedt een uitzicht over het Disneyland Park.
- De presidentiële suite heet nu Royal Suite en is gethematiseerd naar Frozen.

## Castle Club
51 kamers en suites van het hotel zijn gelegen in de Castle Club, een exclusieve privéverdieping gelegen op de derde en vierde etage van het hotel, die een oase aan rust moet bieden aan haar gasten. De Castle Club is enkel bereikbaar via een privé-lift met behulp van een sleutel van een Castle Club kamer of van een van de suites. Met diezelfde sleutel kan deze lift ook naar de begane grond gestuurd worden, waar deze uitkomt aan de Disneyland Park ingang.
De gasten van de Castle Club beschikken over een privé-receptie en hebben recht op toegang tot een speciaal voor hun bestemde lounge, The Castle Lounge waar 's morgens ontbijt en tijdens theetijd snacks worden geserveerd. Dagelijks worden de gasten tijdens het ontbijt getrakteerd op een bezoekje van enkele Disney prinsessen.
Met uitzondering van de voormalige Junior Suites bevinden alle suites van het hotel zich in de Castle Club. De meest prestigieuze suite is de presidentiële Frozen Royal Suite met een panoramisch uitzicht op het Disneyland park. 206m², een woonkamer met een vleugelpiano en open haard, een eetkamer voor 10 personen, een keuken, een slaapkamer met hemelbed en een marmeren badkamer. De op een na grootste suite is de daarnaast gelegen vicepresidentiële Beauty & the Beast Princely Suite van 116 m².

## Restaurants en bars
- La Table de Lumière (voorheen: California Grill) is een à-la-carterestaurant met Franse specialiteiten en grillgerechten (150 plaatsen). Gasten die in het Disneyland Hotel verblijven kunnen hier dineren in het gezelschap van Disney prinsen en prinsessen.
- Royal Banquet (voorheen: Inventions) is een buffetrestaurant. Het decor bestaat uit kunstwerken en portretten van koninklijke Disney figuren. Bij het diner zijn er Disneyfiguren in koninklijke outfits aanwezig (270 plaatsen).

- Fleur de Lys Bar (voorheen: Café Fantasia) is een pianobar en biedt in een muzikale sfeer dranken en kleine gerechten. 's Avonds is er een pianist aanwezig.
- "Rotunda" (voorheen: Main Street Lounge) ligt tussen beide restaurants in en maakt deel uit van de bar.

## Winkels
- Royal Collection Boutique (voorheen: Galerie Mickey) ligt op de tweede etage
- Plaza East en Plaza West, bevinden zich op de begane grond maar zijn alleen vanuit het park toegankelijk.

## Overige activiteiten
- Royal Kids Club (voorheen: Club Minnie) is een ruimte voor kinderen, van 4 tot en met 11 jaar oud, met verschillende spelletjes en een televisiehoek. Kinderen kunnen er tot 2 uur per dag terecht. Gasten van alle leeftijden kunnen er ook terecht voor een ontmoeting met een Disney prinses (op reservatie).
- Voorheen was er naast Club Minnie ook een videospeelzaal Mad Hatter's Game Arcade (tegen betaling)
- Een overdekt, verwarmd zwembad met jacuzzi.
- Een sportzaal
- Een solarium, op afspraak en tegen betaling
- Disneyland Hotel Spa (voorheen: Celestia Spa) om te ontspannen bij schoonheidsbehandelingen en massages.
- La Troupe Royale Disney: een voorstelling in de lobby.
- My Royal Dream: kinderen krijgen hier een royale make-over.

## Vergaderzalen
Het hotel bevatte vijf vergaderzalen, variërend van 28 m² tot 71 m².